# Телець Світлана Борисівна
Світла́на Бори́сівна Теле́ць (нар. 8 листопада 1970, м. Вінниця) — українська художниця. Член Національної спілки художників України (2023).

## Біографія
Народилася 8 листопада 1970 року в м. Вінниця. Закінчила Вінницький будівельний технікум за спеціальністю проєктування будівель та споруд і Одеське художнє державне училище ім. М. Грекова (живописне відділення з червоним дипломом, 1990—1995). Викладачі Володимир Полноброцький, Олена Кучинська.

Від 2001 року є засновницею та директоркою Вінницького дитячо-молодіжного центру «Барви України». Крім того, понад два десятиліття — кураторкою маєтку «Арт-драбина»(Буша).

Живе у рідному місті.

## Творчість
Працює в техніках олійного живопису, батику та графіки.

Вона є авторкою відомої картини «Жінка дощу» (1996) з містичною історією.

Серед інших основних творів: «Охоронці джерела» (2005), «Подільські пагорби», «У місячному світлі», «Муза», «Оберег», «Погляд» (2014), «Рання весна» (2014), «Кохання» (2019).

Ілюструвала книги, зокрема деякі Віктора Мельника.

Від 1998 року має кілька персональних виставок. Роботи зберігаються в музеях і приватних колекціях.
|                                              | Серед широкого спектру жанрових вподобань художниці, варто відзначити пейзаж, який може нести глибоке смислове навантаження. Перебуваючи в одному з найчарівніших куточків Поділля у своїй улюбленій Буші чи мандруючи європейськими теренами, вона дослухається до гомону втаємничених genius loci (духів місця). Таким чином народжуються епічні поліфонії ландшафту поза часовим виміром і географічною конкретикою або дотепні композиції, у яких майстер артистично жонглює архітектурним і предметним оточенням. Так само і в колориті: стримана монохромність може змінитися на сміливі, але елегантні фарбові сполуки. Українську мисткиню природно притягує магія мистецтва. Чи не тому вона, трохи хизуючись містичною перчинкою деяких своїх творів, звертається до дивакуватих образів, які лише умовно можна назвати портретами, чи складає певні образотворчі формули з предметів, символів та знаків. |
| — Тетяна Журунова, мистецтвознавець, 2016 р. | |